# Jocelyn Raeová

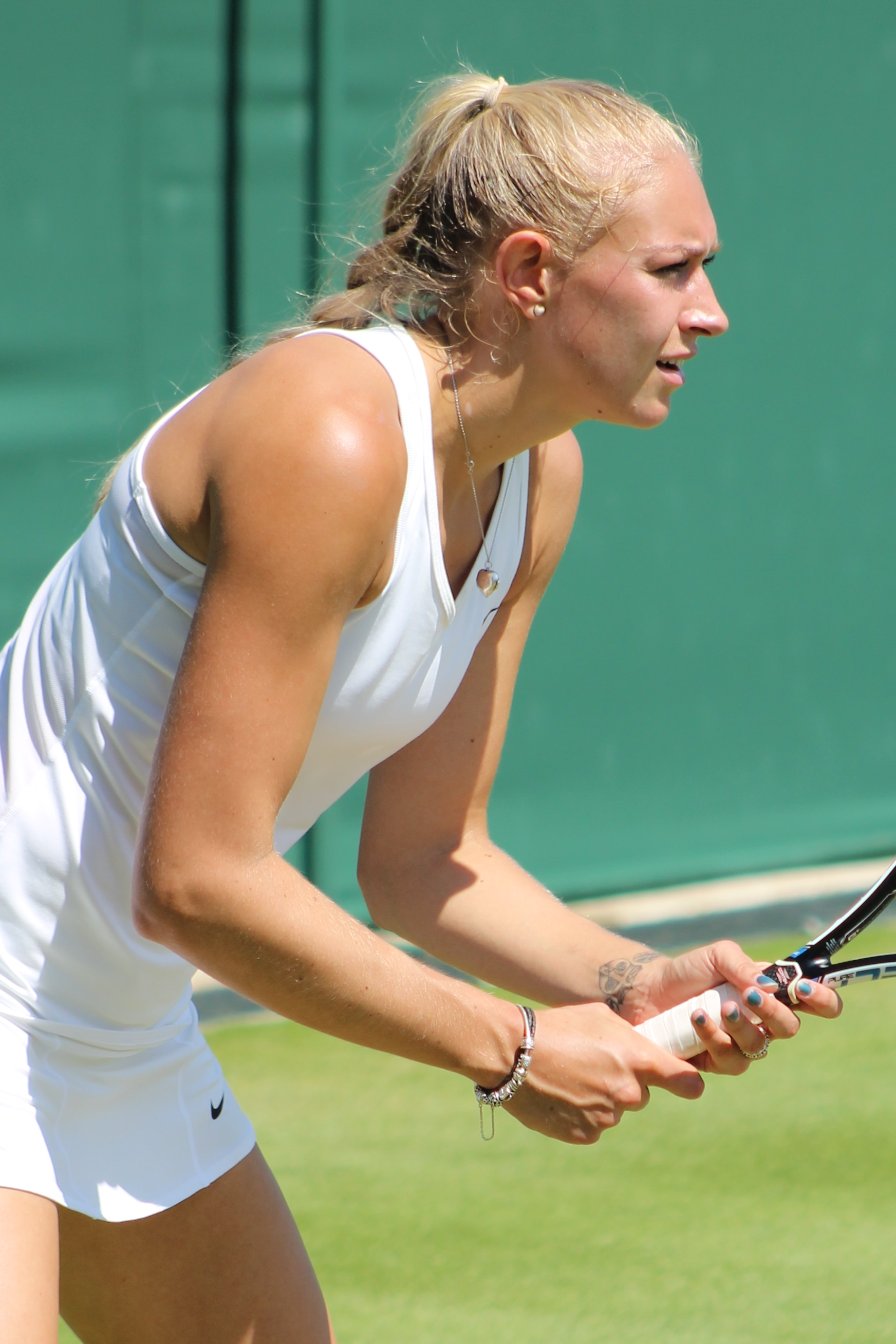
Příjem ve Wimbledonu 2015

Jocelyn Raeová (* 20. února 1991 Nottingham) je britská profesionální tenistka. Ve své dosavadní kariéře na okruhu WTA Tour nevyhrála žádný turnaj. V rámci okruhu ITF získala do října 2017 jeden titul ve dvouhře a dvacet tři ve čtyřhře.
Na žebříčku WTA byla ve dvouhře nejvýše klasifikována v červenci 2010 na 450. místě a ve čtyřhře pak v únoru 2016 na 67. místě.
V britském fedcupovém týmu debutovala v roce 2011 základním blokem 1. skupiny zóny Evropy a Afriky proti Švýcarsku, v němž vyhrála v páru s Heather Watsonovou čtyřhru. Švýcarky zvítězily 2:1 na zápasy. Do roku 2018 v soutěži nastoupila k třinácti mezistátním utkáním s bilancí 0–0 ve dvouhře a 10–3 ve čtyřhře.

## Tenisová kariéra
V rámci hlavních soutěží událostí okruhu ITF debutovala v lednu 2007, když na turnaj v anglickém Sunderlandu s dotací 10 tisíc dolarů obdržela divokou kartu. V úvodním kole podlehla Španělce Carle Suárezové Navarové. Premiérový singlový titul v této úrovni tenisu vybojovala v říjnu 2009 na mytilénském turnaji s rozpočtem deset tisíc dolarů. Ve finále přehrála krajanku Jade Windleyovou po dvousetovém průběhu.
Skotsko reprezentovala na Hrách Commonwealthu 2010 v Dillí, kde ve smíšené čtyřhře získala s Colinem Flemingem zlatou medaili. Ve finále přehráli nejvýše nasazený australský pár Anastasia Rodionovová a Paul Hanley.
V kvalifikaci okruhu WTA Tour debutovala na červnovém DFS Classic 2009 v Birminghamu. V prvním kvalifikačním duelu však podlehla nizozemské tenistce Michaëlle Krajicekové a v následujícím ročníku birminghamské travnaté události 2010 opět nezvládla úvodní zápas proti stejné hráčce. Do hlavní soutěže túry WTA pak poprvé zasáhla ve čtyřhře AEGON Classic 2011, do níž obdržely s Britkou Heather Watsonovou divokou kartu. V úvodní fázi je vyřadila druhá nasazená dvojice pozdějších vítězek Olga Govorcovová a Alla Kudrjavcevová.
Premiérové finále na okruhu WTA Tour odehrála na červencovém Swedish Open 2014 v Båstadu, když ve finále čtyřhry se stabilní britskou spoluhráčkou Annou Smithovou podlehly slovinsko-španělskému páru Andreja Klepačová a María Teresa Torrová Florová. Jako poražené finalistky odešly také z AEGON Open Nottingham 2015 a tokijského Japan Women's Open 2016. Dlouhodobou spolupráci se Smithovou ukončily v dubnu 2017 po časném vyřazení na Ladies Open Biel Bienne 2017. Následně začala nastupovat s Laurou Robsonovou, s níž si zahrála finále na AEGON Open Nottingham 2017 ve svém rodišti. V létě 2017 se její partnerkou na dvorci stala Australanka Jessica Mooreová.
Do třetího kola ženského debla nejvyšší grandslamové kategorie postoupila na Australian Open 2016, když se Smithovou nestačily na tchajwanský sesterský pár a druhé nasazené Chao-čching a Jung-žan Čanovy. Čtvrtfinále wimbledonského mixu 2017 si zahrála po boku krajana Kena Skupského poté, co do soutěže obdrželi divokou kartu. Mezi poslední osmičkou podlehli pozdějším vítězům Jamiemu Murraymu s Martinou Hingisovou.

## Finále na okruhu WTA Tour
| Legenda                           |
| --------------------------------- |
| D – dvouhra; Č – čtyřhra          |
| Grand Slam (0)                    |
| WTA Tour Championships (0)        |
| Premier Mandatory & Premier 5 (0) |
| Premier (0)                       |
| International (0–4 Č)             |

### Čtyřhra: 4 (0–4)
| Stav       | č. | datum             | turnaj                             | povrch | spoluhráčka     | soupeřky ve finále                           | výsledek         |
| ---------- | -- | ----------------- | ---------------------------------- | ------ | --------------- | -------------------------------------------- | ---------------- |
| Finalistka | 1. | 20. července 2014 | Båstad, Švédsko                    | antuka | Anna Smithová   | Andreja Klepačová María Teresa Torró Florová | 1–6, 1–6         |
| Finalistka | 2. | 14. června 2015   | Nottingham, Spojené království     | tráva  | Anna Smithová   | Raquel Kops-Jonesová Abigail Spearsová       | 6–3, 3–6, [9–11] |
| Finalistka | 3. | 16. září 2016     | Tokio, Japonsko                    | tvrdý  | Anna Smithová   | Šúko Aojamová Makoto Ninomijová              | 3–6, 3–6         |
| Finalistka | 4. | 18. června 2017   | Nottingham, Spojené království (2) | tráva  | Laura Robsonová | Monique Adamczaková Storm Sandersová         | 4–6, 6–4, [4–10] |

## Finále na okruhu ITF
| Dotace turnajů okruhu ITF | Dotace turnajů okruhu ITF |
| ------------------------- | ------------------------- |
| 100 000 $ tournaments     | 80 000 $ tournaments      |
| 75 000 $ tournaments      | 60 000 $ tournaments      |
| 50 000 $ tournaments      | 25 000 $ tournaments      |
| 15 000 $ tournaments      | 10 000 $ tournaments      |

### Dvouhra: 2 (1–1)
| Stav      | č. | datum          | turnaj                         | povrch | soupeřka ve finále | výsledek |
| --------- | -- | -------------- | ------------------------------ | ------ | ------------------ | -------- |
| Finalista | 1. | 31. srpna 2009 | Cumberland, Spojené království | tvrdý  | Jade Windleyová    | 1–6 1–6  |
| Vítězka   | 1. | 12. října 2009 | Mytiléna, Řecko                | tvrdý  | Jade Windleyová    | 6–2, 6–1 |

### Čtyřhra (23 titulů)
| č.  | datum              | turnaj                           | povrch    | spoluhráčka       | poražené finalistky                          | výsledek              |
| --- | ------------------ | -------------------------------- | --------- | ----------------- | -------------------------------------------- | --------------------- |
| 1.  | 15. září 2008      | Kawana Waters, Austrálie         | tvrdý     | Emelyn Starrová   | Alexis Prousisová Robin Stephensonová        | 6–4, 4–6, [10–4]      |
| 2.  | 6. července 2009   | Felixstowe, Spojené království   | tráva     | Jade Windleyová   | Dalila Jakupovićová Sarah-Rebecca Sekulicová | 6–1, 6–0              |
| 3.  | 13. července 2009  | Frinton, Spojené království      | tráva     | Jade Windleyová   | Anna Fitzpatricková Emelyn Starrová          | 6–3, 7–5              |
| 4.  | 4. září 2009       | Cumberland, Spojené království   | tvrdý     | Jade Windleyová   | Lucia Kovarčíková Monika Tůmová              | 6–4, 6–0              |
| 5.  | 9. května 2010     | Edinburgh, Spojené království    | antuka    | Amanda Elliottová | Tímea Babosová Tara Mooreová                 | 7–6(7–5), 6–4         |
| 6.  | 31. července 2010  | Chiswick, Spojené království     | tvrdý     | Emelyn Starrová   | Anna Fitzpatricková Jade Windleyová          | 6–1, 6–4              |
| 7.  | 13. listopadu 2010 | Loughborough, Spojené království | tvrdý (h) | Jade Windleyová   | Jana Orlová Petra Krejsová                   | 6–3, 5–7, [10–4]      |
| 8.  | 9. listopadu 2013  | Loughborough, Spojené království | tvrdý (h) | Anna Smithová     | Francesca Palmigianová Camilla Rosatellová   | 6–0, 4–6, [10–3]      |
| 9.  | 15. listopadu 2013 | Manchester, Spojené království   | tvrdý (h) | Anna Smithová     | Eva Wacannová Julia Wachaczyková             | 6–1, 6–4              |
| 10. | 13. prosince 2013  | Nová Bombaj, Indie               | tvrdý     | Anna Smithová     | Oxana Kalašnikovová Diāna Marcinkēvičová     | 6–4, 7–6(7–5)         |
| 11. | 19. ledna 2014     | Glasgow, Spojené království      | tvrdý (h) | Anna Smithová     | Martina Borecká Tereza Malíková              | 4–6, 6–2, [10–4]      |
| 12. | 26. ledna 2014     | Sunderland, Spojené království   | tvrdý (h) | Anna Smithová     | Ágnes Buktová Viktorija Tomovová             | 6–1, 6–1              |
| 13. | 23. února 2014     | Nottingham, Spojené království   | tvrdý (h) | Anna Smithová     | Naomi Broadyová Renata Voráčová              | 7–6(8–6), 6–4         |
| 14. | 31. března 2014    | Edgbaston, Spojené království    | tvrdý (h) | Anna Smithová     | Magda Linetteová Amra Sadikovićová           | 3–6, 7–5, [10–4]      |
| 15. | 8. června 2014     | Nottingham, Spojené království   | tráva     | Anna Smithová     | Sharon Fichmanová Maria Sanchezová           | 7–6(7–5), 4–6, [10–5] |
| 16. | 26. července 2014  | Lexington, Spojené státy         | tvrdý     | Anna Smithová     | Šúko Aojamová Keri Wongová                   | 6–4 6–4               |
| 17. | 1. února 2015      | Sunderland, Spojené království   | tvrdý (h) | Anna Smithová     | Justyna Jegiołková Cornelia Listerová        | 6–3, 6–1              |
| 18. | 4. dubna 2015      | Croissy-Beaubourg, Francie       | tvrdý (h) | Anna Smithová     | Julie Coinová Mathilde Johanssonová          | 7–6(7–5), 7–6(7–2)    |
| 19. | 2. dubna 2016      | Croissy-Beaubourg, Francie       | tvrdý (h) | Anna Smithová     | Lenka Kunčíková Karolína Stuchlá             | 6–4, 6–1              |
| 20. | 3. září 2016       | Kuej-jang, ČLR                   | tvrdý (h) | Anna Smithová     | Wej Čan-lan Čao Čchien-čchien                | 6–4, 3–6, [10–5]      |
| 21. | 11. listopadu 2016 | Bratislava, Slovensko            | tvrdý (h) | Anna Smithová     | Quirine Lemoineová Eva Wacannová             | 6–3, 6–2              |
| 22. | 4. února 2017      | Glasgow, Spojené království      | tvrdý (h) | Anna Smithová     | Laura-Ioana Andreiová Petra Krejsová         | 6–3, 6–2              |
| 23. | 20. srpna 2017     | Vancouver, Kanada                | tvrdý     | Jessica Mooreová  | Desirae Krawczyková Giuliana Olmosová        | 6–1, 7–5              |